# Vene gluteale inferioare
Venele gluteale inferioare (vene sciatice), sau vene comitante ale arterei gluteale inferioare, încep pe partea superioară a spatelui coapsei, unde se anastomozează cu circumflexiunea femurală medială și primele vene perforante. 
Acestea intră în pelvis prin partea inferioară a foramenului sciatic mare și se alătură pentru a forma o singură tulpină care se deschide în partea inferioară a venei iliace interne. 